# Forma wieloliniowa
Forma {\displaystyle k}-liniowa, funkcjonał {\displaystyle k}-liniowy, albo {\displaystyle k}-tensor na przestrzeni liniowej {\displaystyle V} nad ciałem {\displaystyle K} to funkcja postaci
{\displaystyle F\colon V^{k}\to K,}
liniowa względem wszystkich swoich argumentów. Formy {\displaystyle k}-liniowe stanowią uogólnienie form liniowych i dwuliniowych oraz jeden ze sposobów sformalizowania pojęcia tensora. Odgrywają bardzo ważną rolę w geometrii różniczkowej gdzie z reguły za ich pomocą definiuje się formy różniczkowe i (pośrednio) całkę z formy różniczkowej po rozmaitości.

## Definicja
Niech {\displaystyle V} będzie przestrzenią liniową nad ciałem {\displaystyle K.} Funkcję {\displaystyle F\colon V^{k}\to K,} która jest liniowa względem każdego ze swoich argumentów, tzn.
{\displaystyle F(v_{1},\dots ,v_{i}+v_{i}',\dots ,v_{k})=F(v_{1},\dots ,v_{i},\dots ,v_{k})+F(v_{1},\dots ,v_{i}',\dots ,v_{k})}
oraz
{\displaystyle F(v_{1},\dots ,\alpha v_{i},\dots ,v_{k})=\alpha F(v_{1},\dots ,v_{i},\dots ,v_{k})}
dla dowolnych {\displaystyle v_{1},\dots ,v_{k},v_{i}'\in V,\ \alpha \in K} i {\displaystyle i=1,\dots ,k} nazywamy formą {\displaystyle k}-liniową, funkcjonałem {\displaystyle k}-liniowym lub krótko: {\displaystyle k}-formą lub {\displaystyle k}-tensorem na {\displaystyle V}.
Zbiór {\displaystyle k}-tensorów na {\displaystyle V} oznaczamy {\displaystyle T^{k}(V).}

## Struktura przestrzeni liniowej
W {\displaystyle T^{k}(V)} na przestrzeni liniowej {\displaystyle V} nad ciałem {\displaystyle K} wprowadzamy strukturę przestrzeni liniowej definiując działania punktowo:
{\displaystyle (F+G)(x):=F(x)+G(x),}
{\displaystyle (\alpha F)(x):=\alpha F(x)}
dla {\displaystyle x\in V^{k}} i {\displaystyle \alpha \in K.}

## Iloczyn tensorowy form wieloliniowych
Bardzo ważnym działaniem na formach wieloliniowych jest iloczyn tensorowy form wieloliniowych {\displaystyle \otimes \colon T^{k}(V)\times T^{l}(V)\to T^{k+l}(V)} dany wzorem
{\displaystyle (F\otimes G)(v_{1},\dots ,v_{k},v_{k+1},\dots ,v_{k+l}):=F(v_{1},\dots ,v_{k})\cdot G(v_{k+1},\dots ,v_{k+l})}
dla {\displaystyle v_{1},\dots ,v_{k+l}\in V.} Działanie to będziemy w dalszym ciągu nazywać krótko iloczynem tensorowym.
Iloczyn tensorowy jest łączny:
{\displaystyle (F\otimes G)\otimes H=F\otimes (G\otimes H),}
i rozdzielny względem dodawania:
{\displaystyle F\otimes (G+H)=F\otimes G+F\otimes H}
{\displaystyle (F+G)\otimes H=F\otimes H+G\otimes H}
nie jest jednak przemienny:
{\displaystyle F\otimes G\neq G\otimes F.}
Istotnie, załóżmy, że przestrzeń liniowa {\displaystyle V} ma wymiar {\displaystyle n\geqslant 2} i rozpatrzmy rzutowania {\displaystyle e^{i}} na {\displaystyle i}-tą współrzędną względem bazy {\displaystyle (e_{i})_{i=1}^{n}} tzn. funkcje {\displaystyle e^{i}\colon V\to K,i=1,\dots ,n} dane wzorem
{\displaystyle e^{i}(v)=e^{i}\left(\sum _{j=1}^{n}v_{j}e_{j}\right):=v_{i}.}
Rzutowania {\displaystyle e^{i}} są {\displaystyle 1}-formami, ma więc dla nich sens iloczyn tensorowy. Mamy
{\displaystyle e^{1}\otimes e^{2}(e_{1},e_{2})=e^{1}(e_{1})e^{2}(e_{2})=1\cdot 1\neq 0\cdot 0=e^{2}(e_{1})e^{1}(e_{2})=e^{2}\otimes e^{1}(e_{1},e_{2}).}

## Baza i przedstawienie
Załóżmy, że przestrzeń liniowa {\displaystyle V} nad {\displaystyle K} jest {\displaystyle n}-wymiarowa i rozpatrzmy rzutowania na {\displaystyle i}-tą współrzędną względem bazy {\displaystyle (e_{i})_{i=1}^{n}} przestrzeni {\displaystyle V,} tzn. funkcje {\displaystyle e^{i}\colon V\to K} postaci
{\displaystyle e^{i}(v)=e^{i}\left(\sum _{j=1}^{n}v_{j}e_{j}\right):=v_{i}.}
Rzutowania te są {\displaystyle 1}-formami, ma zatem sens ich iloczyn tensorowy. Utwórzmy iloczyny
{\displaystyle e^{i_{1}}\otimes \ldots \otimes e^{i_{k}}}
dla pewnych indeksów {\displaystyle 1\leqslant i_{1},\dots ,i_{k}\leqslant n.} Iloczyny te stanowią bazę przestrzeń {\displaystyle T^{k}(V).} W szczególności wynika z tego, że każdą {\displaystyle k}-formę na {\displaystyle V} można jednoznacznie przedstawić w postaci
{\displaystyle F=\sum _{i_{1},\dots ,i_{k}=1}^{n}r_{i_{1},\dots ,i_{k}}e^{i_{1}}\otimes \ldots \otimes e^{i_{k}}}
dla pewnych skalarów {\displaystyle r_{i_{1},\dots ,i_{k}}\in K.}

## Cofnięcie formy
Rozpatrzmy przestrzeń {\displaystyle T^{k}(W).} Każde przekształcenie liniowe {\displaystyle L\colon V\to W} indukuje odwzorowanie {\displaystyle L^{*}\colon T^{k}(W)\to T^{k}(V)} dane wzorem
{\displaystyle L^{*}F(v_{1},\dots ,v_{k}):=F(Lv_{1},\dots ,Lv_{k}),}
dla {\displaystyle F\in T^{k}(W),} które nazywamy cofnięciem formy. {\displaystyle L^{*}F} jest już {\displaystyle k}-tensorem na {\displaystyle V.}

## Formy antysymetryczne
W matematyce i fizyce szczególne znaczenie mają formy antysymetryczne, gdyż pola tensorów antysymetrycznych to jedyne pola tensorowe, które można całkować.

### Definicja
Niech {\displaystyle F\in T^{k}(v).} Niech {\displaystyle S_{k}} oznacza rodzinę permutacji zbioru {\displaystyle \{1,\dots ,k\}.} Powiemy, że {\displaystyle F} jest formą antysymetryczną, jeżeli dla dowolnej permutacji {\displaystyle \sigma \in S_{k}} zachodzi
{\displaystyle F(v_{\sigma (1)},v_{\sigma (2)},\dots ,v_{\sigma (k)})=\operatorname {sgn}(\sigma )F(v_{1},v_{2},\dots ,v_{k}).}